# 大津市立青山小学校
大津市立青山小学校（おおつしりつ あおやましょうがっこう）は、滋賀県大津市にある公立小学校。

## 概要
飛島グリーンヒル内に設けられた公立小学校。当校は大津市内32校目の小学校として開校した。なお、開校当時は児童数247名、学級数10でスタートした。

## 沿革
- 1991年（平成3年）
  - 3月15日 - 「大津市立学校の設置に関する条例」の一部改正により、本校の設置が決まる。同日を創立記念日と定めた。
  - 9月20日 -  校名を制定。大津市立青山小学校となることが決定する。
- 1992年（平成4年）4月1日 - 大津市立上田上小学校から分離し、開校。
- 1997年（平成9年）10月23日 - ダイオキシン等の環境問題により、焼却炉の使用を中止。
- 1998年（平成10年）3月4日 - 大津市制100周年記念｢みどりの山ふれあいフェスティバル｣式典・記念植樹参加。
- 1999年（平成11年）10月23日 - 青桐わいわい祭りを開催。
- 2003年（平成15年）2月1日 - 北校舎東側に3教室分の増築校舎が完成。
- 2006年（平成18年）3月1日 - 北校舎東側にさらに6教室分の増築校舎が完成。
- 2010年（平成22年）4月1日 - 児童数が1,000名を越える。同年、プレハブ校舎2棟が完成。
- 2014年（平成26年）4月1日 - 学級数増加に伴い、渡り廊下の西側に2教室を増設。
- 2019年（平成31年）1月24日 - 「学校保健・安全の部 努力校」として大津市学校保健連絡協議会より表彰を受ける。

## 基礎データ

### 象徴
- 校歌 - 作詞：中野藤太郎、作曲：尾崎みゆき[2][3]

### スローガン
- 教育目標 - 自らじっくりと考え、考えたことをもとに行動をおこす子どもの育成[4]

## 通学区域
- 大津市
  - 青山・松が丘・桐生の各地区と上田上桐生町の全域[5]

## 主な進学先
- 大津市立青山中学校[5]

## 交通アクセス
- JR琵琶湖線（東海道本線）南草津駅から近江鉄道バスまたは帝産湖南交通で「青山一丁目」停留所下車、徒歩約7分[6]。

## 著名な卒業生
- 高岸宏行（お笑い芸人、ティモンディ）

## その他
- 当校のマスコットキャラクターは「アオヤンマ」（オニヤンマを模したもの）であり、当校の学校要覧や学校経営管理全体計画にそのイラストがある[2][7]。